# المرأة التي عرفت الكثير
المرأة التي عرفت الكثير هو كتاب عن أليس ستيوارت من تأليف جايل جرين، نشرته مطبعة جامعة ميشيغان في عام 1999. المقدمة كتبتها هيلين كالديكوت.   